# Hot French
A Hot French című dal Csepregi Éva 1987-ben megjelent kislemeze, mely a Runaway, című albumon szerepel. Az eredeti magyar változat - Párizsi lány - Éva Kék korszak című albumán található.

## Megjelenések
7"  UK The Rocket Record Company – BLAST 4
- A	Hot French (On A Cold Saturday Night)
- B	Stay With Me Tonight

## Külső hivatkozások
- A dal videóklipje[5]